# Ґрабово (Каменський повіт)
Ґрабово (пол. Grabowo, нім. Grabow) — село в Польщі, у гміні Камень-Поморський Каменського повіту Західнопоморського воєводства.
Населення — 172 особи (2011).
У 1975-1998 роках село належало до Щецинського воєводства.

## Демографія
Демографічна структура станом на 31 березня 2011 року:
|          | Загалом | Допрацездатний вік | Працездатний вік | Постпрацездатний вік |
| -------- | ------- | ------------------ | ---------------- | -------------------- |
| Чоловіки | 75      | 17                 | 47               | 11                   |
| Жінки    | 97      | 18                 | 61               | 18                   |
| Разом    | 172     | 35                 | 108              | 29                   |